# Шахветила
Шахветила (груз. შახვეტილა) — село в Грузии. Находится в Ахметском муниципалитете края Кахетия. Расположено на правом берегу реки Илто в 8 км к северо-западу от города Ахмета.
Высота над уровнем моря составляет 680 метров. Население — 99 человек (2014).
В советское время село Шахветила входило в Ахметский поселковый совет Ахметского района.